# مارسيل شنايدر
مارسيل شنايدر (بالألمانية: Marcel Schneider)‏ هو لاعب غولف ألماني، ولد في 6 فبراير 1990 في بيتيغهايم-بيسينغن في ألمانيا.

## وصلات خارجية
- مارسيل شنايدر على موقع رابطة لاعبي الغولف المحترفين (الإنجليزية)
- مارسيل شنايدر على موقع رابطة أوروبا للاعبي الغولف المحترفين (الإنجليزية)
- مارسيل شنايدر على موقع التصنيف العالمي الرسمي للغولف (الإنجليزية)